# Китано-тё

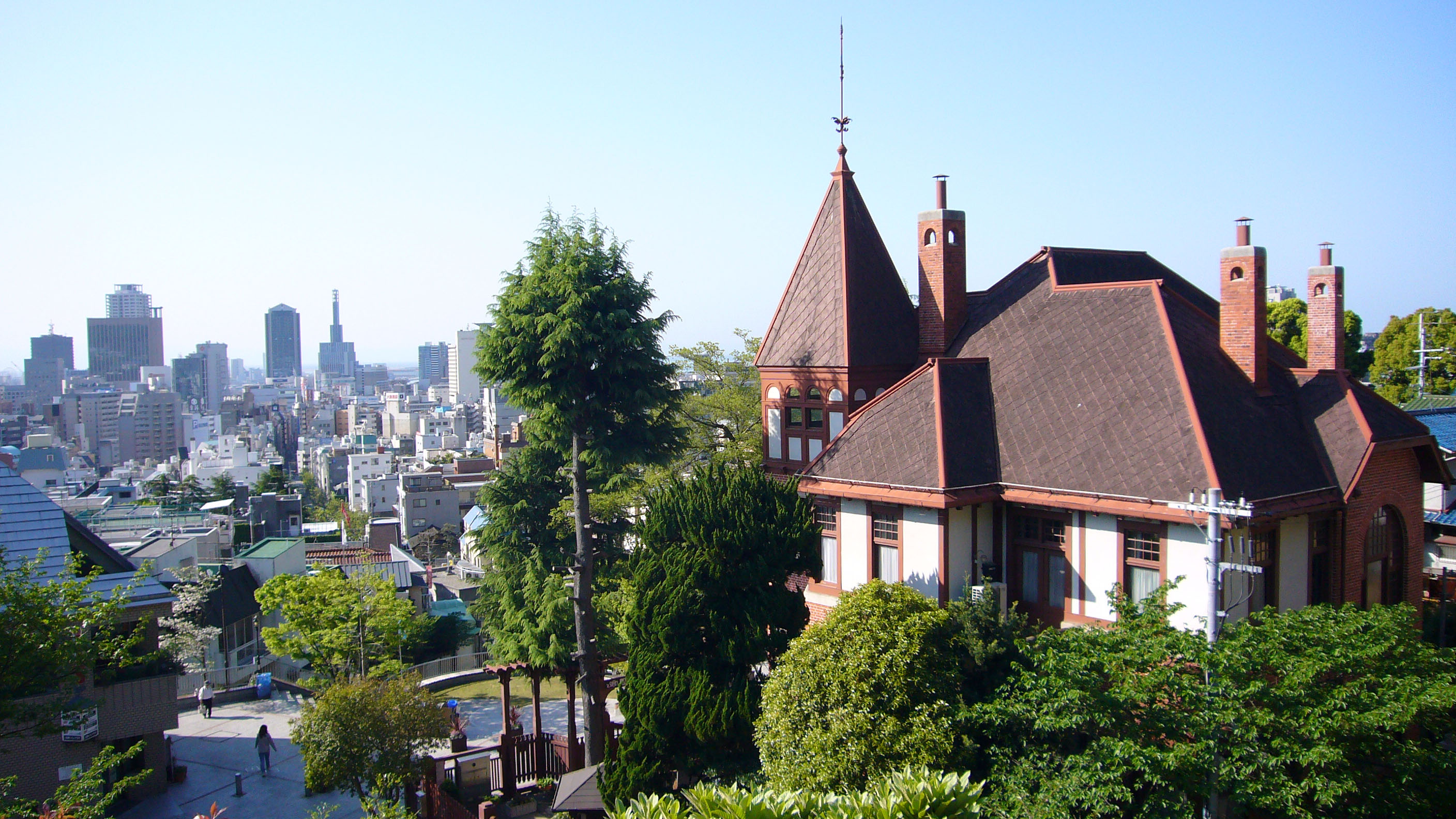
Дом Ветеркока (Weathercock House)

Китано-тё (яп. 北野町) или Китано-Идзинкан (яп. 北野異人館) и Ямамото-дори ― название исторического района и улицы в городе Кобе (префектура Хиого), где располагается большая группа исторических зданий, так называемых идзинкан. В период вестернизации в конце XIX-начале XX (периоды бакумацу, мэйдзи и тайсё) здесь находилось иностранное поселение, где жили европейцы и американцы. В соседних микрорайонах также сохранилось много домов в европейском стиле, построенных в периоды Мэйдзи и Тайсё, поэтому иногда название «идзинкан» используется для всей местности вокруг Китано-тё и Ямамото-дори (от первого до третьего квартала) в районе Тюо-ку города Кобе. Сейчас эта местность — популярный туристический район, известный благодаря сохранившемуся западному архитектурному наследию.

## Основные сведения
Вокруг Китано-тё и Ямамото-дори сохранилось много домов в европейском стиле, построенных в период с двадцатых годов Мэйдзи до конца эпохи Тайсё (с конца XIX века до середины 1920-х годов). Эти здания соседствуют с домами в японском стиле и создают гармоничный городской пейзаж. По закону об охране важных культурных ценностей и в соответствии с муниципальным правовым актом о городском ландшафте муниципалитет г. Кобе присвоил статус городского архитектурного заповедника район (протяжённостью около 400 м с севера на юг и около 750 м с запада на восток), в котором сконцентрирована основная группа исторических зданий. В этом районе расположены 34 здания в европейском стиле, семь домов в японском стиле и другие здания, имеющие статус исторических построек. В городе принимаются меры по сохранению этих зданий. Историческая застройка района Китано взята под охрану как группа традиционных зданий.

## Дома-идзинкан, имеющие статус культурного достояния

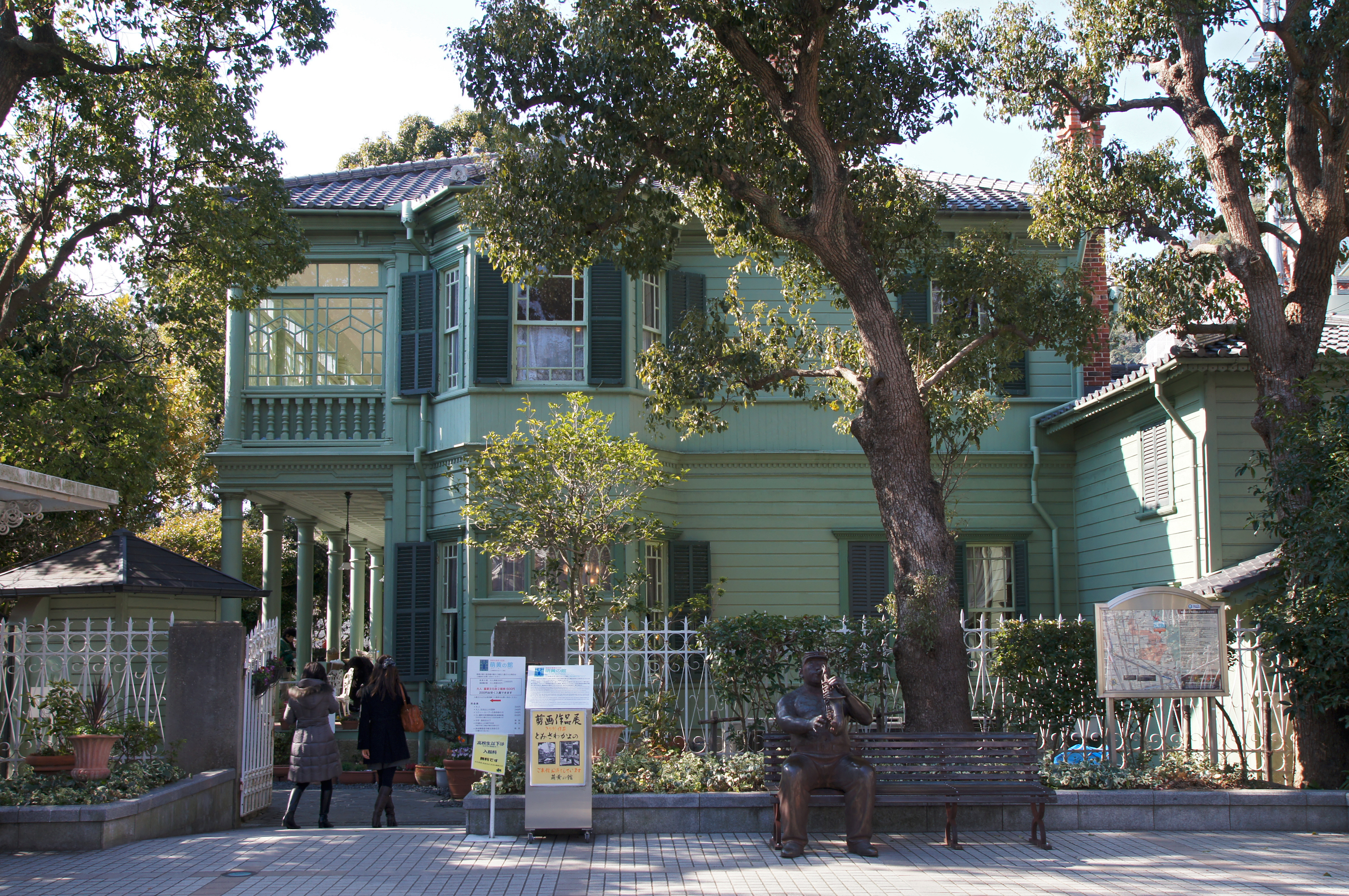
Дом Хантера Шарпа （Кобе, префектура Хиого）

- Дом Хантера Шарпа (Зелёный дом) — построен в 1903 году.
- Дом Готфрида Томаса (Дом с флюгером)
- Дом Дрюэлей (Дом со львами)
- Дом Парашутина